# アンダークールド
「アンダークールド」（undercooled）は、2004年1月21日に発表された坂本龍一のシングル。

## 背景
アルバム『キャズム』の先行シングル。
2011年1月9日、韓国ソウルで行われた坂本のソロライブで、MC Sniperをゲストに迎え、同曲をアンコールで披露。この模様はUstreamで全世界でも放映された。

## 制作

### undercooled
作詞とヴォーカルは、韓国人ラッパーであるMC Sniperが担当した。当初、坂本は韓国語とフランス語のラップを考えていたが、MC Sniperの律儀な態度に心を打たれ、韓国語のみとなった。
内容は反戦歌となっており、タイトルの『undercooled』は、直訳すると「不十分に冷却された」という意味。楽曲について坂本は「世界中が頭に血が上っている状態というか、クールじゃないですよね。僕としては『ちょっとクールダウンしてよ』って言いたいわけ。『結局、お山の大将には逆らえないこの世界ってどうなのよ、これでいいわけ?』みたいな気持ちがとても強いんです」と語っている。
参加ミュージシャンは、チェロにジャキス・モレレンバウム、エレクトリック・ギターにルイス・ブラジルと小山田圭吾、プログラミングにスケッチ・ショウが演奏している。その他に、二胡とカヤグムなどの楽器が使用されている。
アウトロのMC Sniperによるシャウトは、マスタリングの前夜に坂本が一人で作った。

### Ngo
坂本が出演した『ニューバランス』のCMソングに使用された。アルバム『キャズム』には坂本がリミックスした「Ngo/bitmix」が収録されている。
タイトルは『ンゴー』と読む。意味は『New balance GO』を略した造語で、坂本は「100％『new balance』のために作った曲」と語っている。

## 収録曲
| 全作曲: 坂本龍一。 |                 |           |            |      |
| #                  | タイトル        | 作詞      | 作曲・編曲 | 時間 |
| 1.                 | 「undercooled」 | MC Sniper | 坂本龍一   | 4:32 |
| 2.                 | 「Ngo」         |           | 坂本龍一   | 4:43 |
| 合計時間:          | 合計時間:       | 合計時間: | 9:15       |      |